# Гіпербол
Гіпербол (*Ὑπέρβολoς, д/н —411 до н. е.) — давньогрецький політик часів Пелопоннеської війни. Відомий тим, що у своїх виступах усе перебільшував, звідси походить термін «гіперболізм».

## Життєпис
Походив з заможної, проте незнатної родини. Про дату народженні й молоді роки немає відомостей. Був прихильником Клеона, лідера демагогів. У 425 році до н. е. вперше обраний стратегом. Виступав за активні дії проти Спарти. Був противником Нікія та Алківіада. Після загибелі Клеона у 422 році до н. е. Гіпербол очолив радикальних демократів. Критикував Нікієв мир 421 року до н. е. У 420 році до н. е. очолив Буле.
У 418–417 роках до н. е. в запеклій боротьбі проти Нікія намагався домогтися застосування остракізму проти своїх ворогів. Втім у 417 році до н. е. Гіпербола самого вигнали шляхом остракізму (і це стало останнім випадком застосування цієї процедури). Він оселився на о. Самос. Тут у 411 році до н. е. його було вбито під час короткого панування в Афінах олігархів.